# 日美村
日美村（ひよしそん / ひよしむら）は、岡山県吉備郡にあった村。現在の総社市の一部にあたる。

## 地理
高梁川の中流左岸に位置していた。

## 歴史
- 1889年（明治22年）6月1日、町村制の施行により、賀陽郡日羽村、美袋村が合併して村制施行し、日美村が発足[1][2]。旧村名を継承した日羽、美袋の2大字を編成[2]。
- 1893年（明治26年）洪水により大きな被害を受けた[2]。
- 1900年（明治33年）4月1日、郡の統合により吉備郡に所属[1][2]。
- 1952年（昭和27年）4月1日、吉備郡日美村、富山村、下倉村、水内村と合併し、町制施行し昭和町を新設して廃止された[1][2]。合併後、昭和町大字日羽・美袋となる[2]。

### 地名の由来
合併旧村名の各一文字を組み合わせたもの。

## 産業
- 農業[2]
- 産物：米、麦、ハッカ、ブドウ、落花生、マツタケ、鮎、下駄[2]

## 交通

### 鉄道
- 1925年（大正14年）国有鉄道伯備線、宍粟 - 美袋間が開通し美袋駅開設[2]。

## 教育
- 1890年（明治23年）尋常日美小学校が開校し、旧尋常美袋小学校を本校、旧日羽小学校を支校とした[2]。1896年（明治29年）本校と支校を統合し大字日羽に設置[2]。1912年（明治45年）高等科を併置し、1947年（昭和22年）日美小学校となる[2]。